# Nördträsket (Byske socken, Västerbotten)
Nördträsket är en sjö i Skellefteå kommun i Västerbotten och ingår i Byskeälvens huvudavrinningsområde. Sjön har en area på 0,263 kvadratkilometer och ligger 162,9 meter över havet. Nördträsket ligger i Byskeälven Natura 2000-område. Sjön avvattnas av vattendraget Tvärån.

## Delavrinningsområde
Nördträsket ingår i det delavrinningsområde (722359-173421) som SMHI kallar för Mynnar i Tvärån. Medelhöjden är 170 meter över havet och ytan är 18,07 kvadratkilometer. Räknas de 5 avrinningsområdena uppströms in blir den ackumulerade arean 46,71 kvadratkilometer. Tvärån som avvattnar avrinningsområdet har biflödesordning 3, vilket innebär att vattnet flödar genom totalt 3 vattendrag innan det når havet efter 27 kilometer. Avrinningsområdet består mestadels av skog (61 procent) och sankmarker (12 procent). Avrinningsområdet har 0,26 kvadratkilometer vattenytor vilket ger det en sjöprocent på 1,5 procent.